# Sainte-Agnès (Alpes-Maritimes)
Sainte-Agnès település Franciaországban, Alpes-Maritimes megyében. Lakosainak száma 1365 fő (2022. január 1.). Sainte-Agnès Castillon, Gorbio, Menton és Peille községekkel határos.

## Népesség
A település népessége az elmúlt években az alábbi módon változott:
| Lakosok száma | 304  | 455  | 944  | 1179 | 1158 | 1214 | 1328 | 1338 | 1336 | 1365 |
|               | 1968 | 1982 | 1990 | 2006 | 2013 | 2015 | 2017 | 2019 | 2020 | 2022 |